# Khadga Prasad Oli
Khadga Prasad Sharma Oli (Nepali:खड्ग प्रसाद शर्मा ओली), algemeen bekend als K.P. Oli (Nepali: के पी ओली) (Terhathum, 22 februari 1952) is een Nepalees politicus. Hij was premier van Nepal in de periodes 2015–2016 en 2018–2021. Sinds 2014 is hij voorzitter van de Communistische Partij van Nepal (Verenigd Marxistisch-Leninistisch).
Oli werd in 1991 lid van het Nepalese parlement en was van 1994 tot 1995 minister van Binnenlandse Zaken. Tussen 2006 en 2007 was hij minister van Buitenlandse Zaken en vicepremier onder premier Girija Prasad Koirala.
In oktober 2015 werd Oli voor de eerste keer verkozen als premier van Nepal. Hij behield de functie tot augustus 2016 en werd opgevolgd door Prachanda. Van 15 februari 2018 tot 13 juli 2021 was Oli opnieuw premier, als opvolger van Sher Bahadur Deuba.